# Land of Terror
Land of Terror è un romanzo avventuroso fantascientifico del 1944 scritto da Edgar Rice Burroughs, il sesto del Ciclo di Pellucidar. 
È il penultimo romanzo di questo ciclo e l'ultimo a essere pubblicato durante la vita di Burroughs. A differenza dagli altri libri del ciclo, questo romanzo non è mai stato pubblicato a puntate su rivista, essendo stato rifiutato da tutti i consueti editori di Burroughs. Il romanzo è inedito in italiano.

## Trama
Il romanzo racconta le avventure di David Innes nel corso del suo ritorno da Lo-Har a Sari, in conseguenza degli eventi narrati in Back to the Stone Age.
La storia si divide in cinque avventure:
- The Oog Women (capitoli 1-4)
- Among the Jukans (capitoli 5-15)
- With the Azar giants (capitoli 16-18)
- Captured by the giant Ants (capitoli 19-21)
- On the Floating Island of Ruva (capitoli 22-28)

## Copyright
Il copyright per questa storia è scaduto in Australia, e ora è lì di pubblico dominio. Il testo originale è disponibile attraverso il Progetto Gutenberg.